# My Little Pony: The Movie (película de 1986)
My Little Pony: The Movie es una película de fantasía musical animada estadounidense de 1986 basada en los juguetes de Hasbro, My Little Pony. Estrenada en cines el 6 de junio de 1986 por De Laurentiis Entertainment Group, la película cuenta con las voces de Danny DeVito, Madeline Kahn, Cloris Leachman, Rhea Perlman y Tony Randall.
Producida por Sunbow Productions y Marvel Productions, con la producción de animación de Toei Animation en Japón y AKOM en Corea del Sur, la película fue sucedida por una antología de series de televisión que se emitió a finales de 1987. Un episodio de diez partes de esa serie, The End of Flutter Valley, sirvió como secuela de la película.

## Sinopsis
En su hogar, Dream Castle, los ponis corren y juegan a través de prados floridos y verdes campos de hierba con sus amigos animales. En otra parte, Baby Lickety-Split está practicando un nuevo paso de baile, mientras Spike, un dragón bebé, acompaña su ensayo en el piano. Mientras tanto, en el Volcán de las Tinieblas, una malvada bruja llamada Hydia planea arruinar el festival de los ponis, pero sus dos sinceras pero incompetentes hijas, Reeka y Draggle, no están a la altura de los estándares de maldad de su familia, y ella se lamenta, antes de enviarlas a arruinar el festival. Durante la actuación de baile de los ponis bebés, Baby Lickety-Split intenta agregar su propio baile y arruina toda la actuación. Todos la regañan y se escapan, seguido por Spike, solo para terminar cayendo por una cascada y atrapado en un valle. Mientras tanto, Reeka y Draggle intentan arruinar el festival de los ponis inundando el área, pero gracias a los Sea Ponies, terminan siendo arrastrados por una cascada desbordante.
Los ponis envían un grupo de búsqueda para encontrar a Baby Lickety-Split y Spike, mientras que Hydia decide inventar el Smooze, un imparable cieno púrpura que enterrará y destruirá todo a su paso. También hará que cualquiera que sea salpicado por él se sienta malhumorado y triste. Sus hijas van a recoger los ingredientes para el Smooze, omitiendo el canal, un ingrediente que temen recuperar. Hydia libera el Smooze que se enfurece hacia el Dream Castle, atrapando a Spike y Baby Lickety-Split dentro de una montaña. Todos los ponis se ven obligados a evacuar cuando Smooze sumerge el castillo y la tierra circundante. El grupo de búsqueda continúa su intento de localizar a Lickety-Split antes de que Smooze casi los engulle. Más tarde, dos ponis Pegaso, Wind Whistler y North Star, viajan al mundo de los humanos para buscar a Megan, la guardiana del relicario del arcoíris. trayendo también a los hermanos menores de Megan, Danny y Molly. Megan libera el arcoíris de luz en el Smooze, pero se lo traga y se pierde. A pesar de que esta pérdida detuvo a Smooze, los ponis se sienten desanimados por esto, pero Megan ofrece el aliento de que hay otro arcoíris por ahí. A pesar de que esta pérdida detuvo a Smooze, los ponis se sienten desanimados por esto. Mientras tanto, Hydia descubre que al Smooze le faltaba canal. Enfurecida, envía a sus hijas a buscar el ingrediente que falta de un monstruo vegetal parecido a un pulpo que vive en un afloramiento rocoso cerca del volcán. El monstruo castiga a las hermanas, hasta que Reeka muerde un tentáculo, hiriendo así a la planta, y escapan con un canal. Hydia lo agrega al Smooze, qué se reactiva 
Megan acompaña a dos ponis en una visita a Moochick, quien les da al trío un nuevo hogar (Paradise Estate) y un mapa para encontrar a los Flutter Ponis que podríandetener el Smooze. Un grupo liderado por Megan parte en busca de Flutter Valley, mientras que Spike y Baby Lickety-Split se encuentran con cinco criaturas feas pero bien intencionadas llamadas Grundles, cuyo hogar, Grundleland, estuvo cubierto por Smooze en el pasado. Mientras tanto, en la búsqueda de los Flutter Ponis, Megan se pierde en un campo de girasoles gigantes y casi se convierte en víctima del Smooze. Hydia ve que Smooze no ha podido matar a los ponis y envía a 'Ahgg', su mascota, tras ellos. Mientras tanto, Spike, Baby Lickety-Split y los Grundles casi son víctimas del Smooze, con la cola de Spike siendo aplastada, pero escapan flotando río abajo en un tronco y terminan en un claro junto a un pozo, donde Baby Lickety -Split, sintiéndose deprimida por la situación en la que se encuentra, escucha ecos en el pozo y rescata a Morning Glory, una Flutter Pony que se cayó antes. Se le informa sobre Smooze y promete llevarlos a Flutter Valley. Mientras tanto, el equipo en la búsqueda para encontrar a los Ponis Flutter avanza a través del Bosque de las Sombras, donde son atacados por árboles conscientes que les disparan ramas afiladas. Después de escapar del bosque, descubren que el paso final alto y angosto hacia Flutter Valley está bloqueado por Ahgg, una araña gigante, y su telaraña, y Megan está una vez más en peligro, pero Wind Whistler la salva. Cuando salen del cañón, el grupo encuentra Flutter Valley y se encuentran con la reina Rosedust, quien se niega a involucrarse al principio, hasta que llega Baby Lickety-Split, sano y salvo, junto con Spike, los Grundles y Morning Glory. Hay mucha discusión sobre la no participación en los problemas de otros ponis por parte de los Flutter Ponies. Aunque Morning Glory le ruega a su reina que ayude a sus primos.
Los otros ponis y animales del bosque están a punto de ser cubiertos por Smooze mientras las brujas observan desde su barco. Los Flutter Ponies vienen al rescate y destruyen el Smooze, con su viento mágico, Utter Flutter, descubren el arcoíris y devuelven a las brujas al volcán con la pegajosa sustancia pegajosa. Los Grundles reciben las ruinas de Dream Castle, todos los ponis y Spike que estaban cubiertos de Smooze son limpiados por el Utter Flutter de los Flutter Ponies, y el Arco Iris de Luz se devuelve a los ponis. Una vez resueltos todos los problemas, los ponis se llevan a Megan y sus hermanos de regreso a casa.

## Música
| N.º | Título                           | intérprete(s)                 | Duración |  |
| 1.  | «My Little Pony Opening Chorus»  |                               |          |  |
| 2.  | «Evil Witch Like Me»             | Cloris Leachman               |          |  |
| 3.  | «I'll Go It Alone»               | Alice Playten & Charlie Adler |          |  |
| 4.  | «I'll Do the Dirty Work»         | Madeline Kahn & Rhea Perlman  |          |  |
| 5.  | «Nothing Can Stop the Smooze»    | Jon Bauman & Chorus           |          |  |
| 6.  | «There's Always Another Rainbow» | Tammy Amerson                 |          |  |
| 7.  | «Home»                           | Tony Randall                  |          |  |
| 8.  | «Grundles Good»                  | Chorus                        |          |  |
| 9.  | «What Good Could Wishing Do?»    | Alice Playten & Russi Taylor  |          |  |
| 10. | «My Little Pony Ending Chorus»   |                               |          |  |

## Reparto de voces
- Danny DeVito como Grundle King
- Rhea Perlman como Reeka
- Madeline Kahn como Draggle
- Cloris Leachman as Hydia
- Tony Randall como Moochick
- Charlie Adler como  Spike y Woodland Creature
- Russi Taylor como Morning Glory, Rosedust, Skunk y Bushwoolie
- Tammy Amerson como Megan
- Jon Bauman como The Smooze
- Michael Bell como Grundle
- Sheryl Bernstein como Buttons, Woodland Creature y Bushwoolie
- Susan Blu como Lofty, Grundle y Bushwoolie
- Nancy Cartwright como Gusty and Bushwoolie #4
- Cathy Cavadini como North Star
- Peter Cullen como Grundle and Ahgg
- Laura Dean como Sundance y Bushwoolie #2
- Ellen Gerstell como Magic Star
- Keri Houlihan como Molly
- Katie Leigh como Fizzy and Baby Sundance
- Scott Menville como Danny
- Laurel Page como Sweet Stuff
- Sarah Partridge como Wind Whistler
- Alice Playten como Baby Lickety Split y Bushwoolie #1
- Jill Wayne como Shady y Baby Lofty
- Frank Welker como Bushwoolie #3 y Grundle

## Producción
My Little Pony: The Movie fue uno de los primeros proyectos del estudio AKOM de Nelson Shin. En medio de una emergencia, Shin y su equipo pasaron diez semanas trabajando en las 300.000 cels de la película.  Toei Animation de Japón también trabajó en la producción.

## Recepción

### Taquilla
Estrenada en solo 421 cines el 6 de junio de 1986, My Little Pony: The Movie recaudó poco menos de 6 millones de dólares en venta de entradas en la taquilla de América del Norte. Con una recaudación bruta de 674.724 dólares estadounidenses en su amplio debut, sigue siendo una de las más débiles registradas entre las características principales. Hasbro perdió 10 millones de dólares por el mal desempeño combinado de este y su próxima colaboración con De Laurentiis Entertainment Group (DEG), The Transformers: The Movie.  También obligó a los productores de estas películas a hacer de G.I. Joe: The Movie un estreno directo en video en lugar de en cines, así como desechar una película de Jem y los Hologramas, que estaba en desarrollo en ese entonces. Sin embargo, The Transformers: The Movie fue revaluada más tarde en VHS, DVD y Blu-ray por los espectadores, y durante décadas se ha convertido en un clásico de culto popular.

### Recepción de la crítica
Al igual que con varias otras películas de la década de 1980 diseñadas para promover las líneas de juguetes, My Little Pony: The Movie fue ampliamente criticada por los críticos. Nina Darnton, de The New York Times , consciente de sus propósitos de marketing, agregó en su reseña: "A diferencia de los grandes clásicos de Disney, no hay nada en esta película que conmueva a las audiencias jóvenes, y hay muy pocos huesos de ingenio arrojados a los pobres". padres que tendrán que sentarse a ver la película con niños de este grupo de edad".  El historiador de películas Leonard Maltin pareció estar de acuerdo, llamando a la película "... Un buen concepto obstaculizado por una mala animación; demasiado 'linda' para alguien mayor de 7 años".  Según la Guía de películas de Halliwell ,salió como una "caricatura inmensamente distendida destinada a conectar una línea de moda de muñecas para niños".

## Medios domésticos
En los Estados Unidos, la película fue lanzada en VHS y Beta por Vestron Video a fines de octubre de 1986.  Su Laserdisc fue lanzado a mediados de 1988. Su DVD fue lanzado a finales de 2006 por Rhino Entertainment ; Se utilizaron momentos musicales de la película como únicos extras. La película fue relanzada más tarde el 27 de enero de 2015 por Shout! Factory.
El 16 de octubre de 2018, se lanzó un medio doméstico que agrupa tanto esta película como la película homónima de 2017, en conmemoración del 35 aniversario de la línea de juguetes My Little Pony. Los lanzamientos contienen las mismas funciones adicionales que sus equivalentes en DVD y Blu-ray.

## Otros medios
Un episodio de la quinta temporada de My Little Pony: La magia de la amistad, "Haciendo Nuevas Amistades con Discord", presenta una versión del Smooze, una criatura que apareció originalmente en la película. En el episodio, Discord lleva a la criatura a la Gran Gala del Galope para separar a Fluttershy de su nuevo amigo, Tree Hugger. El Smooze es notablemente diferente de cómo aparece en la película; por ejemplo, es verde en lugar de púrpura.